# Syrniki
I syrniki (in ucraino сирники?, in bielorusso сырнікі?, in russo сырники?) sono un piatto della cucina ucraina, bielorussa, russa, lettone, lituana e serba. Sono simili agli olad'i, pancake fritti di fiocchi di latte a uova e farina. Alcuni chef credono che per i veri syrniki non sia necessaria la farina.
Di solito i syrniki si friggono nell'olio ma secondo alcune ricette vanno cotti in forno. Ci sono delle ricette che raccomandano di cuocerli a vapore.
La particolarità della ricetta è che la ricotta va accuratamente pressata e passata al setaccio o frullata. Più viene pressata meno farina serve per ottenere un impasto omogeneo. L'ideale è utilizzare solo un pizzico di farina. I syrniki completamente senza farina, ciò nonostante, vengono impanati e fritti. 
I syrniki più famosi sono quelli semplici e quelli con l'uvetta ma sono comuni anche i syrniki con altre farciture, ad esempio carote, albicocche secche, mele, pere, noci e patate. In casi rari anche con erba cipollina e aneto.
A tavola i syrniki possono essere serviti su un piatto o in una terrina accompagnate da latte condensato, smetana o marmellata. Le varianti salate dei syrniki possono essere servite anche con ketchup o maionese.